# Portugal au Concours Eurovision de la chanson 2007
Le Portugal a participé au Concours Eurovision de la chanson 2007 ayant lieu à Helsinki, en Finlande. C'est la 41e participation portugaise au Concours Eurovision de la chanson.
Le pays est représenté par la chanteuse Sabrina (en) et la chanson Dança comigo (Vem ser feliz), sélectionnées lors de la finale nationale Festival da Canção 2007 organisé par la Radio-télévision du Portugal (RTP).